# Alles wieder offen
Alles wieder offen ist ein Album der deutschen Musikgruppe Einstürzende Neubauten, das am 19. Oktober 2007 veröffentlicht wurde.
Im November 2007 erreichte Alles wieder offen Platz 70 in den deutschen Charts.
Das Album entstand als Supporters Album #3 im Rahmen des Supporter Projekts. Das Stück Weilweilweil ist auch als Single-Auskopplung erschienen.

## Titelliste

### Standard-CD
1. Die Wellen – 3:47
2. Nagorny Karabach – 4:25
3. Weilweilweil – 4:57
4. Ich hatte ein Wort – 4:19
5. Von wegen – 5:36
6. Let’s do it a Dada! – 5:52
7. Alles wieder offen – 4:14
8. Unvollständigkeit – 9:01
9. Susej – 4:47
10. Ich warte – 6:07

### LP-Version
1. A-Seite: Nagorny Karabach, Weil Weil Weil, Ich Hatte Ein Wort
2. B-Seite: Die Wellen, Let’s Do It A Dada, Alles Wieder Offen
3. C-Seite: Unvollständigkeit, Susej
4. D-Seite: Von Wegen, Ich Warte

### Supporter Edition
1. Die Wellen – 3:49
2. Nagorny Karabach – 4:26
3. Weilweilweil – 4:58
4. Ich hatte ein Wort – 4:20
5. Von wegen – 5:38
6. Let’s do it a Dada! – 5:54
7. Wenn dann – 3:11
8. Alles wieder offen – 4:15
9. Unvollständigkeit – 9:05
10. Venuskolonie – 8:35
11. Blue Ice – 1:53
12. Birth Lunch Death – 3:23
13. Susej – 4:50
14. Ich warte – 6:09

## Kritik
„Die Einstürzenden Neubauten müssten nicht mehr, aber sie können noch. Niemand mischt Lyrik und Monotonie wie sie.“ (Claudia Nitsche: monstersandcritics.de, 6. November 2007)
„Statt des infernalischen Krachs, mit dem die Band vor bald einem Vierteljahrhundert marodierend in die Popkulturgeschichte einbrach, herrschen auf Alles wieder offen wohldosierte Anverwandlungen poetischer Stimmungen vor, die Bargeld stilsicher und mit dem Timbre hochkultureller Bedeutsamkeit erzeugt.“ (Arno Frank: Die Zeit, 18. Oktober 2007 Nr. 43.)